# خاندش
خاندش [(بالهندية: खानदेश)، بالمراثية: खान्देश)] هي منطقة جُغرافيَّة تاريخيَّة تقع في وسط غربيّ الهند. تشتمل اليوم على مناطق من ولايتيّ مهارشترة ومدهية برديش.
اشتهرت هذه المنطقة كإقليمٍ جُغرافيٍّ قائمٍ بحد ذاته خلال المراحل المُختلفة من تاريخ الهند. وبعد استقلال البلاد سنة 1947م صارت جُزءًا من ولاية بومباي. وفي سنة 1960م قُسِّمت أراضيها إلى شطرين بحسب التمايز اللُّغوي لِسُكَّانها، فصار القسم الشرقيّ من خاندش جُزءًا من منطقة جالجاون، وصار القسم الغربي جُزءًا من منطقة دهولي. ثُمَّ قُسِّم الغربيُّ مُجددًا إلى منطقتين إضافيتين: ناندوربار وبُرهانفُور.